# Naissance en 1062
Naissance
- 1058
- 1059
- 1060
- 1061
- 1062
- 1063
- 1064
- 1065
- 1066

Cette page dresse une liste de personnalités nées au cours de l'année 1062 :

## En Europe
- Adélaïde de Vermandois, fille d'Herbert IV, comte de Vermandois et d'Adélaïde de Valois.
- Pierre Alphonse, médecin espagnol, grand connaisseur de l’Islam et auteur de plusieurs textes, dont le célèbre Disciplina Clericalis.
- Nicéphore Bryenne, homme d’État et historien byzantin.

## En Asie
- Fujiwara no Moromichi, membre du clan Fujiwara, régent kampaku et d'udaijin.

## Crédit d'auteurs
- Cet article est partiellement ou en totalité issu de l'article intitulé « 1062 » (voir la liste des auteurs).